# Aplocera graeciata
Aplocera graeciata är en fjärilsart som beskrevs av Otto Staudinger 1901. Aplocera graeciata ingår i släktet Aplocera och familjen mätare. Inga underarter finns listade i Catalogue of Life.